# Banner Elk (Karolina Północna)
Banner Elk – miasto w Stanach Zjednoczonych, w stanie Karolina Północna, w hrabstwie Avery.